# Pauridiantha divaricata
Pauridiantha divaricata es una especie de planta de la familia Rubiaceae. Es endémica de Camerún. Su hábitat natural son los bosques de  tierras bajas tropicales o subtropicales.
Su población está en disminución ya que la especie está amenazada por la pérdida de hábitat debida a la agricultura.